# Gabor Acs
Gabor Acs (Budapest, 21 dicembre 1926) è un architetto ungherese naturalizzato italiano, membro dell'Ordine degli Architetti di Roma e Parigi.

## Biografia
Nasce come Ács Gábor a Budapest nel 1926. Si iscrive alla Facoltà di Architettura-Ingegneria dell'Università di Tecnologia di Budapest, ove si laurea nel 1948. Con l'arrivo delle forze armate sovietiche, il padre decide di partire con la famiglia per l'Italia, e vivere a Roma. Gabor quindi si trasferisce a Milano per conseguire la laurea in Architettura al Politecnico. Diplomatosi nel 1953, decide di raggiungere gli Stati Uniti.

## Il periodostatunitense
Dopo alcune esperienze presso studi di architettura, nel 1956 Gabor viene associato allo Studio Ieoh Ming Pei, Henry Cobb, a New York. Dal 1956 al 1962, in associazione con Pei, progetta edifici residenziali a New York, Philadelphia e Pittsburg e diversi interventi urbanistici tra cui il Master Plan di Cleveland (Ohio). Alla fine dello stesso periodo divenne Architetto-capo per la Società Generale Immobiliare (SGI) e nel Maggio 1962, con Luigi Moretti difese con successo il progetto del complesso Watergate in una riunione coi membri della Commissione Federale di Belle Arti degli Stati Uniti, al termine del cui incontro, a SGI fu dato il permesso per costruire il 25% del famoso complesso di 13 piani, nel cuore di Washington. Moretti aveva già realizzato il Villaggio Olimpico di Roma, per i Giochi del '60.

## Il periodoitaliano
Quindi trasferisce la propria attività a Roma e dal 1963, nello studio in Piazza Navona, anche come Architetto-capo di SGI, esegue progetti per Algeria, Arabia Saudita, Canada, Francia, Guinea, Iran, Italia, Kenya, Libia, Messico, Montecarlo, Nigeria, Venezuela, Zaire. Tra questi, in particolare: nel 1963: torre residenziale Port Royal a Montreal (Canada) e centro direzionale Place Victoria in collaborazione con Luigi Moretti e Pier Luigi Nervi; nel 1964: edificio e uffici e galleria commerciale sugli Champs Elysées Pan Am Building a Parigi; nel 1966: 5 torri residenziali a Mexico City; nel 1967: sede della Croce Rossa e dell'Expansion, a Rue de Berry a Parigi; nel 1968: edificio residenziale Villa Sperlinga a Palermo; nel 1969: torre residenziale e albergo Le Mirabeau a Montecarlo e la sede della Toyota a Jeddah (Arabia Saudita); nel 1979: tre torri a uffici e piazza pedonale del complesso Fiera di Bologna, in collaborazione con Kenzō Tange; nel 1980: Centro Nazionale per la Protezione Civile a Roma. Gabor Acs vive oggi a Roma con la moglie Armelle.

## Il Watergate
Livingston, Mike. "Watergate: The Name That Branded More Than A Building." Washington Business Journal. June 14, 2002.
- http://www.bizjournals.com/washington/stories/2002/06/17/focus11.html

Stern, Laurence. "White House Acts to Cut Height of Huge Watergate Development." The Washington Post. May 5, 1962.